# Wilkus
Wilkus (deutsch Wilkusmühle) ist ein Ort in der polnischen Woiwodschaft Ermland-Masuren und gehört zur Landgemeinde Pozezdrze (Possessern, 1938 bis 1945 Großgarten) im Powiat Węgorzewski (Kreis Angerburg).

## Geographische Lage
Wilkus liegt an Südostufer des Jezioro Wilkus (deutsch Wilkussee) im Nordosten der Woiwodschaft Ermland-Masuren, 15 Kilometer südöstlich der Kreisstadt Węgorzewo (Angerburg).

## Geschichte
Bei dem 1818 gegründeten und damals bereits Wilkus genannten kleinen Ort handelte es sich um einen zu einer Sägemühle gehörigen Wohnplatz, der – nach 1820 Wilkusmühle genannt – bis 1945 ein Ortsteil der Gemeinde Przerwanken (1907 bis 1945 Wiesental, polnisch Przerwanki) war. Przerwanken war Sitz eines Amtsbezirks, der zum Kreis Angerburg im Regierungsbezirk Gumbinnen in der preußischen Provinz Ostpreußen gehörte. Im Jahre 1905 waren in Wilkusmühle 26 Einwohner ansässig.
In Kriegsfolge kam Wilkusmühle 1945 mit dem gesamten südlichen Ostpreußen zu Polen und trägt seitdem die polnische und aus der Gründungszeit aufgegriffene Namensform „Wilkus“. Zugleich ist der Ort in das Schulzenamt (polnisch sołectwo) Przerwanki, einer Ortschaft im Verbund der Landgemeinde Pozezdrze im Powiat Węgorzewski eingegliedert.

## Kirche
Wilkusmühle gehörte einerseits zur evangelischen Kirche in Kutten (polnisch Kuty) in der Kirchenprovinz Ostpreußen der Kirche der Altpreußischen Union, andererseits zur katholischen Kirche Zum Guten Hirten in Angerburg (Węgorzewo) im Bistum Ermland.
Heute ist Wilkus Teil der katholischen Pfarrei St. Maximilian Kolbe in Kuty im Bistum Ełk (Lyck) der Römisch-katholischen Kirche in Polen, andererseits der evangelischen Pfarrei in Giżycko (Lötzen) mit der Filialgemeinde Pozezdrze (Possessern, 1938 bis 1945 Großgarten) in der Diözese Masuren der Evangelisch-Augsburgischen Kirche in Polen.

## Verkehr
Wilkus ist über eine Stichstraße erreichbar, die von der Verbindungsstraße von Pozezdrze nach Banie Mazurskie (Benkheim) in  nördlicher Richtung abzweigt. Eine Bahnanbindung besteht nicht.